# Ilyophis blachei
Espèce
Ilyophis blachei est une espèce de poissons téléostéens de la famille des Synaphobranchidés vivant entre 580 et 2 020 m de profondeur.
Ilyophis blachei se rencontre dans l'Atlantique et dans l'océan Indien.
Les mâles peuvent atteindre 79 cm.
Le frai a probablement lieu entre juin et juillet. Ilyophis blachei se nourrit de crustacés.